# أوسبورن كولز
أوسبورن كولز (بالإنجليزية: Osborne Cowles)‏ هو لاعب كرة قدم أمريكية أمريكي، ولد في 25 أغسطس 1899 في براونز فالي في الولايات المتحدة، وتوفي في 29 أغسطس 1997 في غينزفيل في الولايات المتحدة.